# Ferry Building
Le Ferry Building est un terminal pour ferries qui traversent la baie de San Francisco. Il s'agit également d'un centre commercial qui se trouve dans le quartier The Embarcadero à San Francisco en Californie. Une horloge indique l'heure du haut d'une tour visible depuis une des principales artères de la ville, Market Street. Son architecture s'inspire de la tour Giralda située à Séville, en Espagne. Il est ouvert aux visiteurs tous les jours de 10 à 18 h sauf le samedi (10–19 h) et le dimanche (11–17 h).

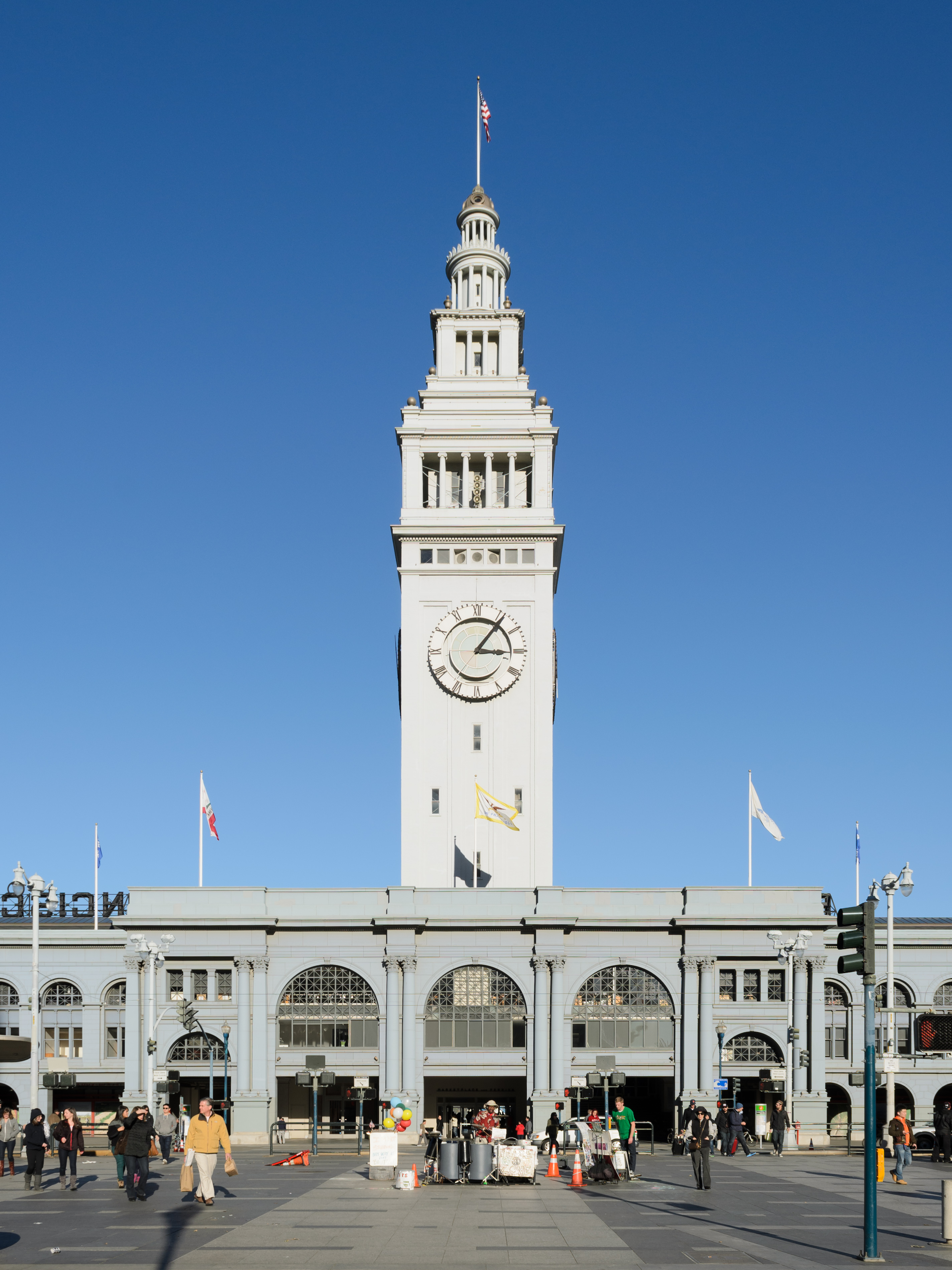
Le Ferry Building.
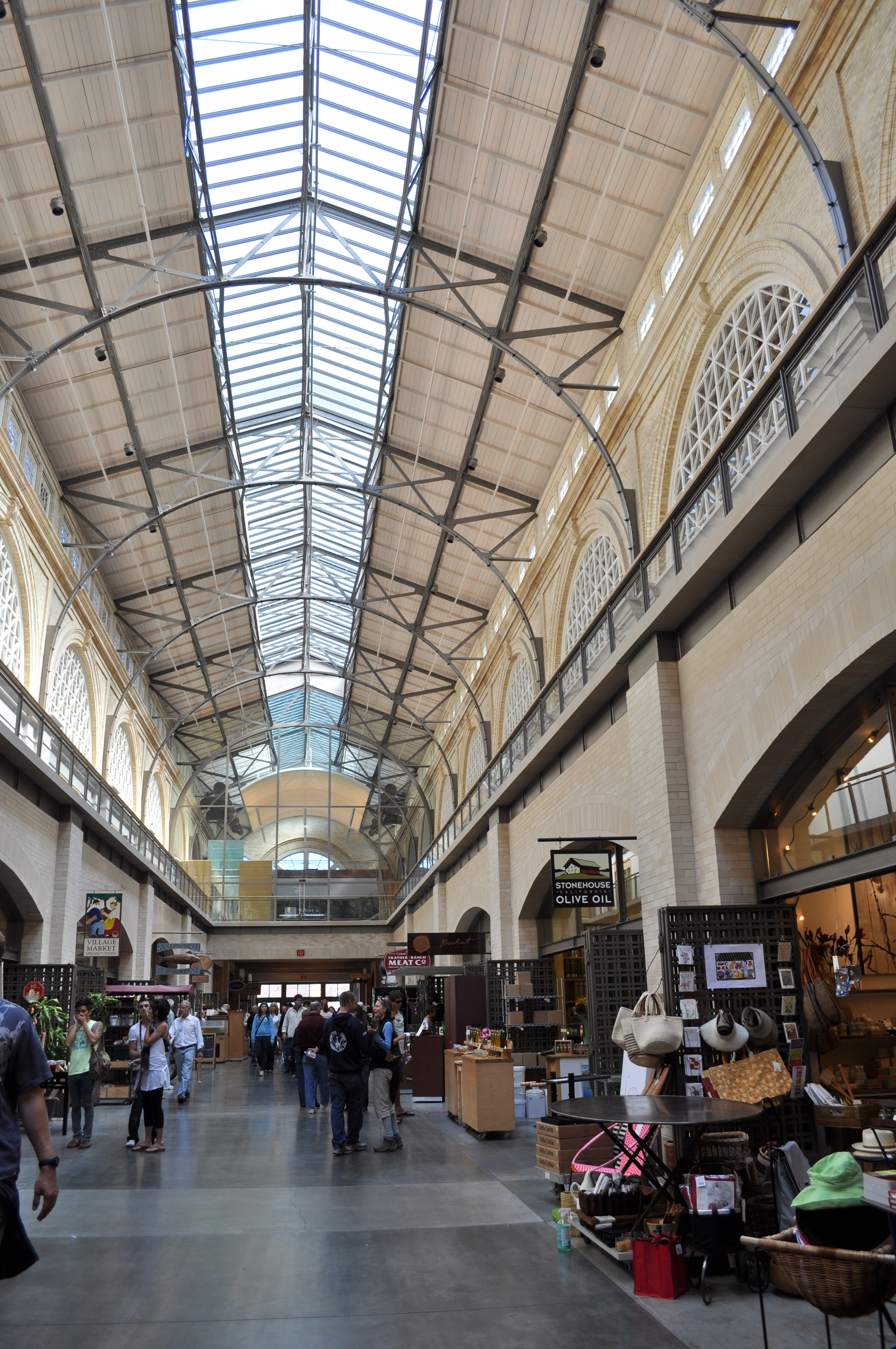
Intérieur du Ferry Building.
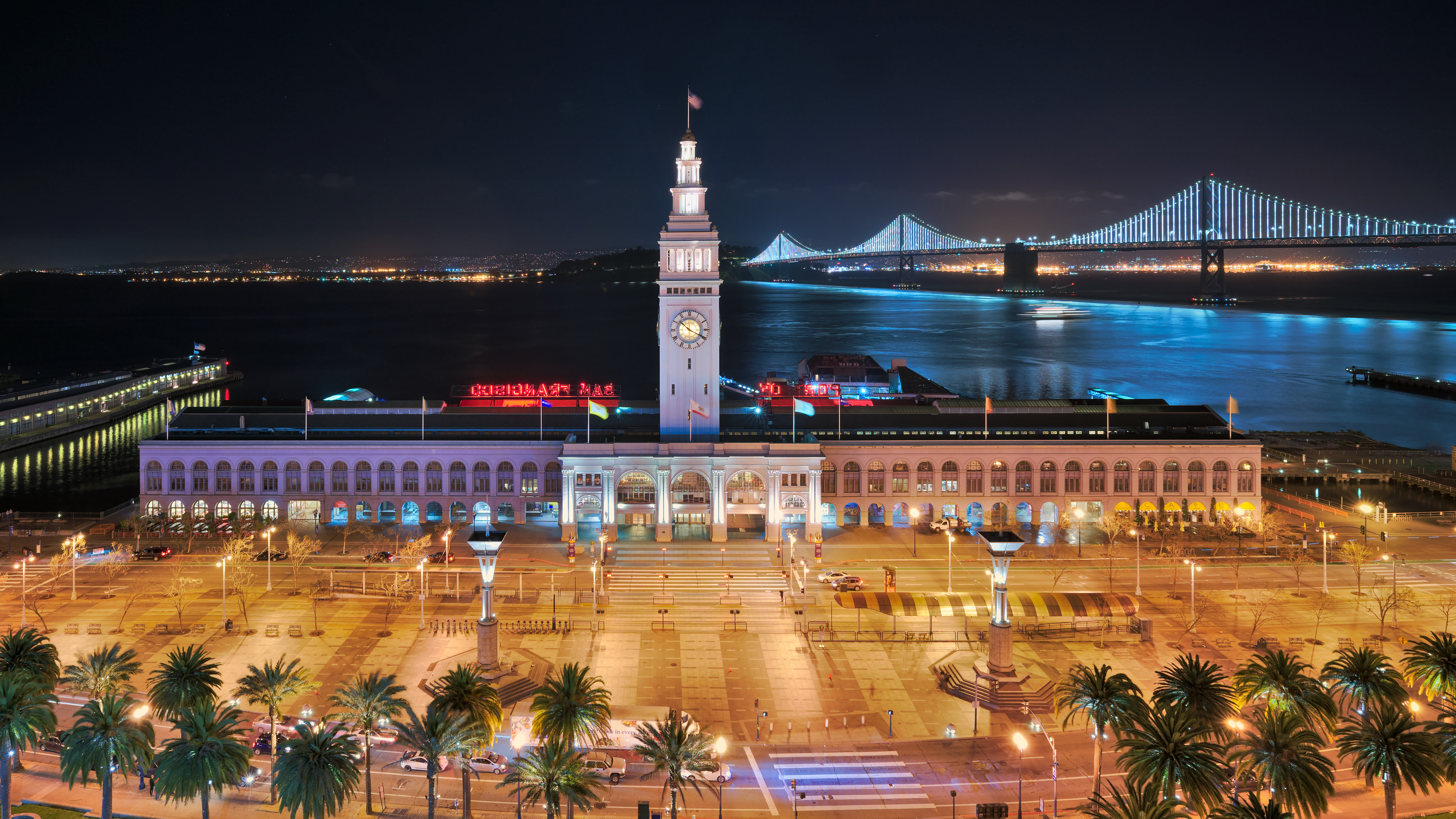
Vue de nuit, avec le Bay Bridge à l'arrière plan. mars 2017.
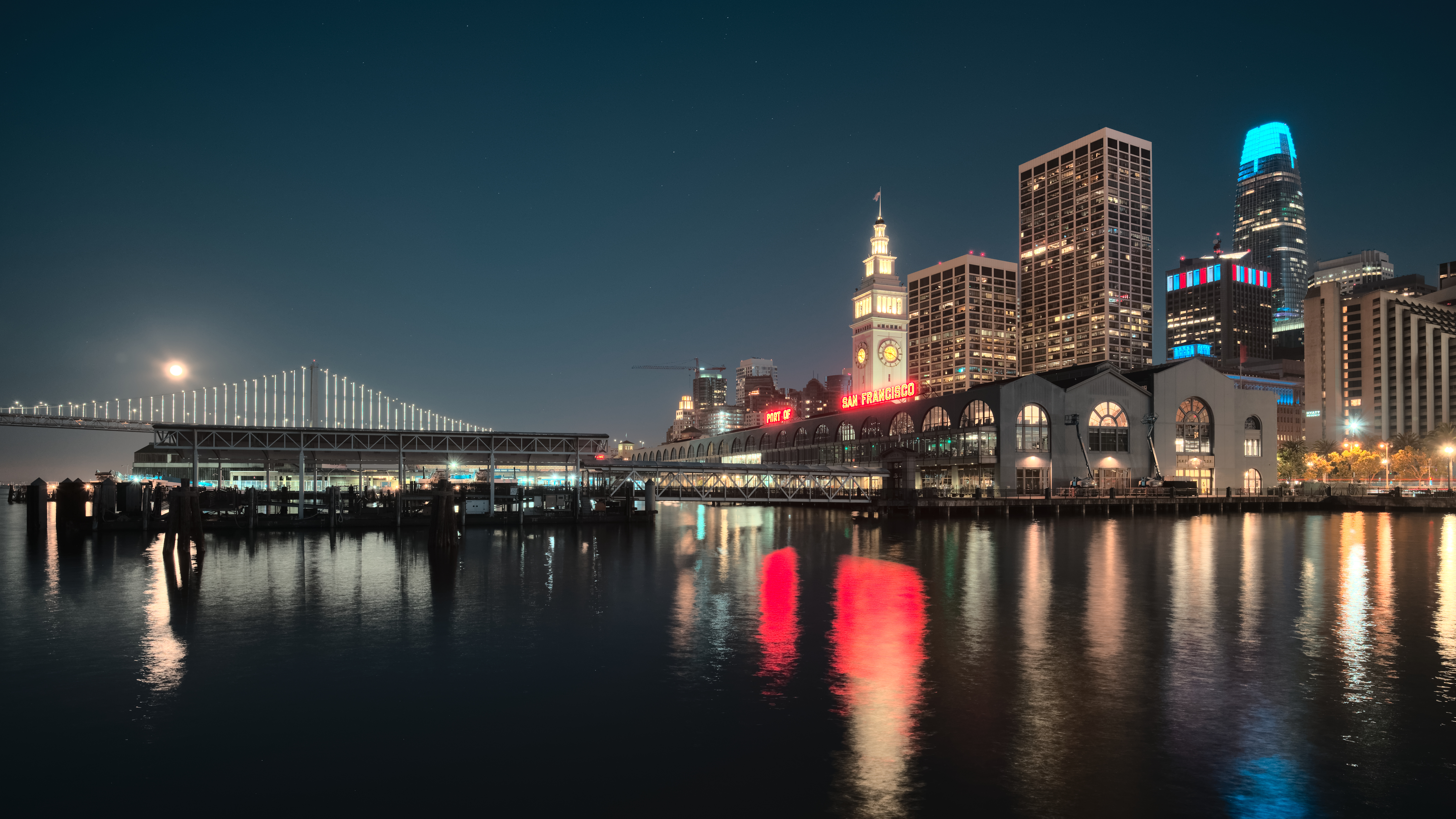
Le Ferry Building depuis le quai 1. juillet 2020.

## Histoire
Le bâtiment du Ferry Building a été dessiné par l'architecte A. Page Brown et fut inauguré en 1898, en remplacement d'un édifice en bois datant de 1875. Le Ferry Building survécut au séisme de 1906. Avant l'achèvement du Bay Bridge et du Golden Gate Bridge dans les années 1930, il était le deuxième terminal de transit du monde derrière la station de Charing Cross, à Londres : 50 000 personnes empruntaient le ferry chaque jour. Les habitants de l'est de la baie arrivaient alors tous les matins par ferry pour travailler à San Francisco. Avec la démocratisation de l'automobile et l'ouverture des grands ponts dans les années 1930 (Golden Gate Bridge, Bay Bridge), les liaisons en ferry furent peu à peu délaissées par les passagers. Aujourd'hui, les galeries du Ferry Building abritent des cafés, des restaurants et un marché de produits artisanaux et de poisson.

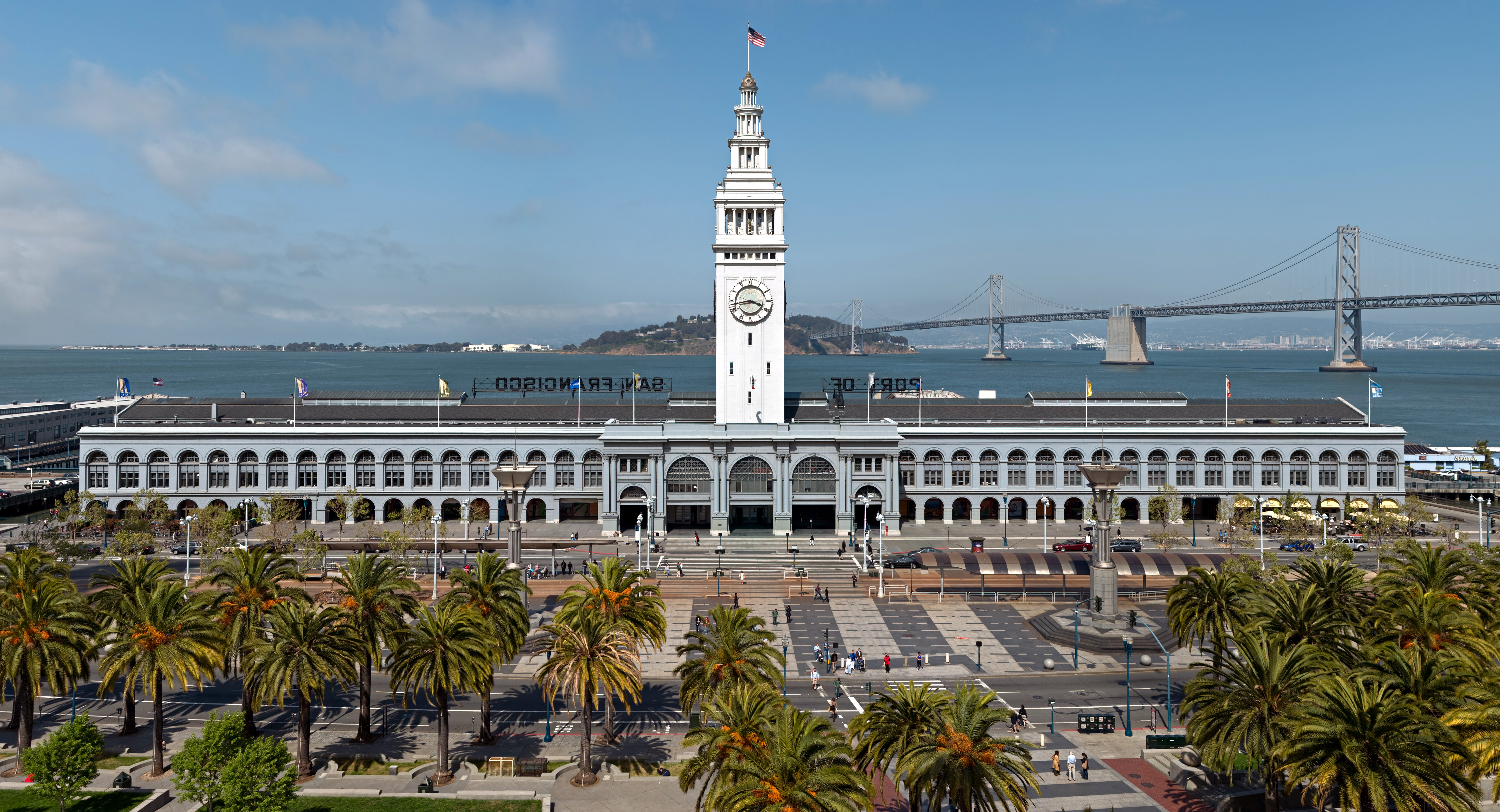
Le Ferry Building.

## Architecture
L'architecte A. Page Brown a été influencé par l'École des beaux-arts de Paris. Il dessina la tour en s'inspirant du clocher datant du XIIe siècle de la Giralda à Séville. Le corps principal mesure 201 mètres de longueur. Il se compose d'une grande nef à arcades qui rappelle les passages aménagés dans les grandes villes européennes à la fin du XIXe siècle. L’architecte utilisa le marbre et les mosaïques pour décorer le bâtiment.